# Torbjörns dansskola
Torbjörns dansskola är den svenska proggruppen Elektriska lindens första och enda studioalbum, utgivet på skivbolaget Avanti 1978. Skivan gavs ut på LP och har inte utkommit på CD.

## Låtlista
Sida A
1. "Uppmuntran" – 3:14 ("Ermutigung" Wolf Biermann, Per Olov Enquist, Caj Lundgren)
2. "Tystnadens kultur" – 5:02 (Mikael Katzeff)
3. "Nytt hjärta" – 5:54 (Mats Hellqvist, Katzeff, Mats Rendahl, Eva Maria Holma)
4. "Uppvaknandet" – 5:43 (Katzeff)

Sida B
1. "Bränna Highway 20 med stereo på" – 3:44 (Hellqvist, Katzeff)
2. "(Äntligen) tillbaks i stan" – 7:08 (Katzeff)
3. "Torbjörns dansskola" – 5:08 (Katzeff)

## Medverkande
- Carl-Johan De Geer – trombon
- Lennart Edsman – tempo
- Mats Hellqvist – gitarr, bas
- Mikael Katzeff – sång, gitarr, piano, munspel
- Anders Linder – sax, klarinett
- Mats Rendahl – elpiano, gitarr, recitation
- Kaj Sjögren – fiol
- Pierre Ström – sång
- Set Söderlund – bas
- Leif Tjust – trummor

### Fotnoter
1. ↑  ”Elektriska linden”. Svensk mediedatabas. http://smdb.kb.se/catalog/search?q=Elektriska+Linden+typ%3Afonogram&x=0&y=0. Läst 28 januari 2013.